# Meiothecium mediopapillatum
Meiothecium mediopapillatum là một loài rêu trong họ Sematophyllaceae. Loài này được J. Froehl. mô tả khoa học đầu tiên năm 1953.